# George Zambellas
George Zambellas, född 4 april 1958 i Swansea, Wales, är en brittisk före detta sjöofficer, amiral och förste sjölord.
Zambellas började sin sjömilitära karriär som helikopterpilot. Som chef för HMS Chatham tjänstgjorde han vid den brittiska interventionen i inbördeskriget i Sierra Leone och belönades med Distinguished Service Cross 2001. Han var senare chef för den brittiska kustflottan, ställföreträdande marinchef 2012 och förste sjölord 2013-2016.